# أحمد الطنجاوي
أحمد تنجايوي (مواليد 29 مايو 1982) هو مهاجم كرة قدم فرنسي مغربي، يلعب حاليًا في نادي إيفرو.

## مسيرته الكروية
بدأ تنجايوي مسيرته مع ستاد ماليرب كان قبل أن ينتقل إلى فريق ايفرو ايه سي في عام 2003 وهو أحد أندية الدوري الفرنسي الدرجة الخامسة، في صيف 2004 انتقل إلى منافسه في الدوري إف سي بايو وتركه في 2005 للانضمام إلى نادي بوفيه. لعب في الدوري الفرنسي 2 مع نادي أنجيه بعد التوقيع مع بوفيه في صيف عام 2006.
في يناير 2008 وقع عقد مع نادي دبي الإماراتي، لكنه غادره بعد 6 أشهر للعودة إلى فرنسا بعد توقيع عقد مع نادي باريس إف سي. في يوليو 2009 عاد إلى إيفرو بعد توقيعه عقد جديد معه.